# 이미지 라인 소프트웨어
이미지 라인 소프트웨어(Image-Line)는 벨기에의 소프트웨어 회사이다. 1994년에 창립되었으며, 현재 주로 DAW(Digital Audio Workstation)를 개발하고 있다. 대표적인 제품으로는 FL 스튜디오, 데카댄스 등이 있다.

## 창립 배경
1992년, 장 마리 카니와 프랭크 반 비선은 성인들을 대상으로 한 비디오 게임인 'Porntris'를 만들었다. 그들은 이 게임을 플로피 디스크에 넣어서 출시했다. 이후, CD-ROM 게임이 인기를 누리자, 그들은 성인들을 대상으로 한 비디오 게임을 출시하는 회사를 설립하기로 결심하였다. 결국, 1994년에 공식적으로 창립되었다.

## 같이 보기
- FL 스튜디오